# Fuhlendorf (Meklemburgia-Pomorze Przednie)
Fuhlendorf – gmina w Niemczech, wchodząca w skład urzędu Barth w powiecie Vorpommern-Rügen, w kraju związkowym Meklemburgia-Pomorze Przednie.